# Jan Jaromir Aleksiun
Jan Jaromir Aleksiun (ur. 2 lutego 1940 w Nowej Wilejce) – polski grafik, malarz, specjalizujący się w plakacie oraz rysunku; nauczyciel akademicki związany z wrocławską Państwową Wyższą Szkołą Sztuk Plastycznych we Wrocławiu i jej drugi rektor w latach 1980–1982.

## Życiorys
Oficjalnie urodził się 2 lutego 1940 w Nowej Wilejce k. Wilna, jednak według starszej siostry nastąpiło to nocą 31 grudnia 1939 na 1 stycznia 1940. Po ukończeniu kolejno szkoły podstawowej i średniej, w latach 1959–1966 studiował na Wydziale Ceramiki i Szkła w Katedrze Grafiki w Państwowej Wyższej Szkole Sztuk Plastycznych we Wrocławiu. Dyplom uzyskał w Pracowni Grafiki u prof. Stanisława Dawskiego. Po zakończeniu studiów przez trzy lata pracował w Zakładach Elektronicznych „Elwro” jako grafik. 
W 1969 zatrudniony został na swojej macierzystej uczelni jako asystent na godzinach zleconych, zaś od 1970 jako etatowy asystent Katedrze Grafiki Wydziału Malarstwa, Grafiki i Rzeźby. W 1973 przeprowadził przewód I stopnia, a w 1979 przewód habilitacyjny (II stopnia). W 1981 objął stanowisko kierownika Katedry Grafiki. W latach 1981–1982 piastował funkcję rektora wrocławskiej uczelni artystycznej. W 1990 uzyskał tytuł profesora. W latach 1999–2005 był dziekanem Wydziału Grafiki. 
Uprawia rysunek, malarstwo, plakat, grafikę. Był promotorem 3 przewodów doktorskich. Brał udział w licznych wystawach w kraju i zagranicą. Jest laureatem nagród z dziedziny plakatu, grafiki i rysunku, w tym nagrody Ministra Kultury i Sztuki z 1994. 
Jego żoną jest malarka Mira Żelechower-Aleksiun, z którą ma córkę, Natalię Aleksiun.

## Odznaczenia
- Krzyż Kawalerski Orderu Odrodzenia Polski (22 listopada 2017)[2],
- Złoty Medal „Zasłużony Kulturze Gloria Artis” (31 sierpnia 2006)[3].